# Pujada a Peu als Àngels
La Pujada a Peu als Àngels és una cursa de muntanya entre Girona i el Santuari dels Àngels. La cursa és organitzada pel GEiEG des de l'any 1964, convertint-la en una de les primers curses de muntanya d'Espanya i Catalunya.

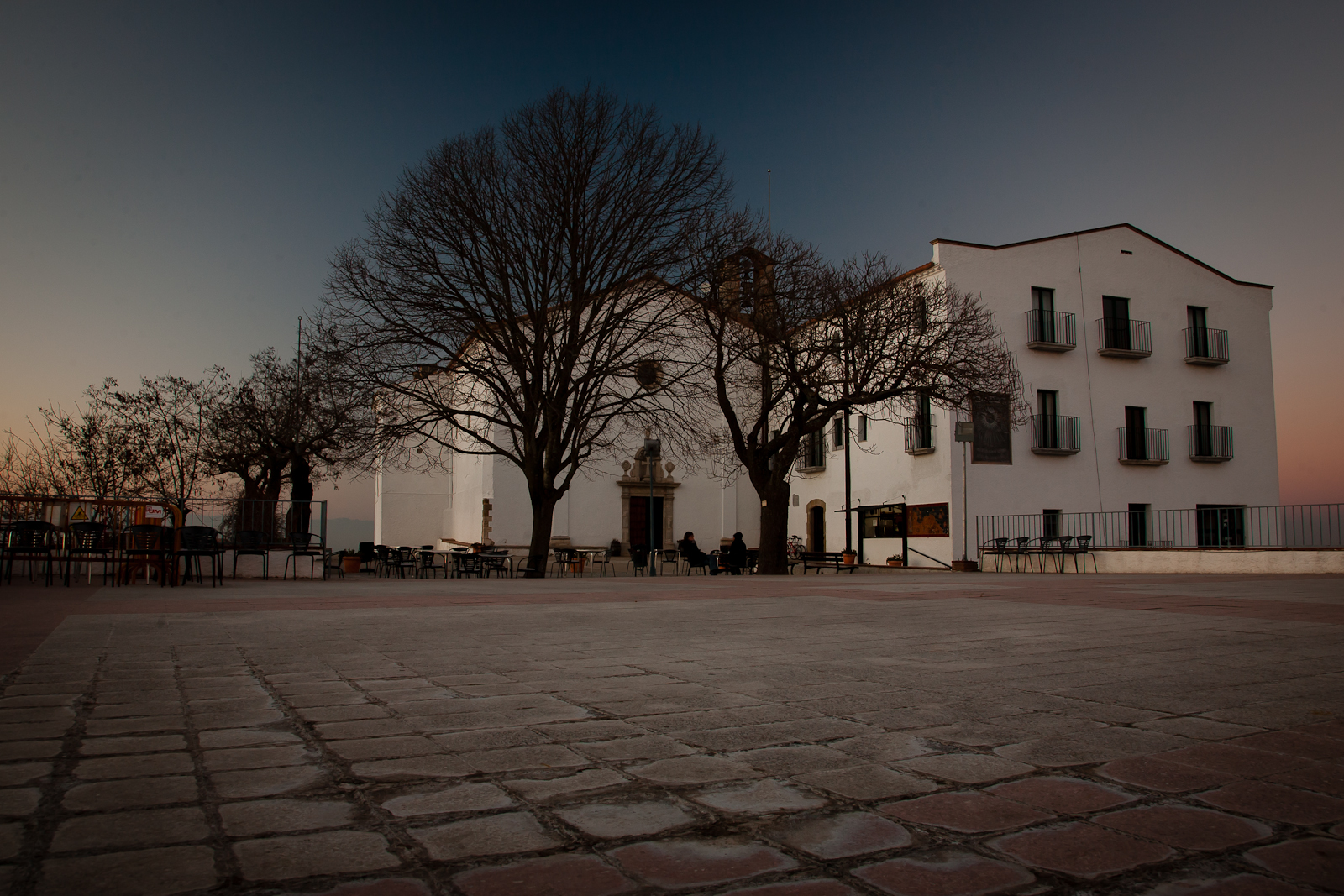
La pujada acaba al Santuari dels Àngels

La cursa comença a la Pujada de Santa Llúcia, prop de l'església de Sant Pere de Galligants i acaba al Santuari dels Àngels. Antigament la sortida era des del portal de Sant Cristòfol però les aglomeracions que s'hi produïen van forçar-ne el desplaçament.
El recorregut té uns 9,1 quilòmetres amb un desnivell de 450 metres i acaba al primer esglaó del santuari, després de passar pel Monestir de Sant Daniel, la Font del Bisbe, la Casa de les Figues i l'anomenada Pujada del Matahomes.